# Elecciones generales de Perú de 1956
Las elecciones generales de Perú de 1956 se realizaron el 17 de junio de 1956 para determinar al presidente y vicepresidentes de la República, y a los senadores y diputados del Congreso del Perú para el periodo 1956-1962.
En estas elecciones Manuel Prado Ugarteche logró su segundo mandato, apoyado por el Partido Aprista Peruano.
Fueron las primeras elecciones donde las mujeres pudieron votar, tras la aprobación el 7 de septiembre de 1955 de la ley N° 12391. Esto provocó que el censo sumara 500 000 votantes.

## Contexto político
Desde 1948 gobernaba en el Perú el régimen conocido como el Ochenio encabezado por el general Manuel Odría, que mantenía proscrito al APRA y al Partido Comunista, mediante la Ley de Seguridad Interior. Hacia 1954 dicho régimen empezó a dar señales de descomposición. Acusado de conspirador, el general Zenón Noriega, considerado el número dos del régimen, fue desterrado hacia los Estados Unidos.
El 20 de julio de 1955, los redactores del diario La Prensa prepararon una declaración en la que exigían la derogatoria de la Ley de Seguridad Interior, la reforma electoral y la amnistía política general. Este documento sirvió de punto de partida para la fundación de la Coalición Nacional, encabezada por Pedro Roselló, Manuel Mujica Gallo y Pedro Beltrán.
Una reunión de la Coalición, realizada en el teatro de Arequipa, fue atacada por matones al servicio del gobierno (6 de diciembre de 1955). La ciudad se declaró en huelga general y pidió la destitución del ministro de Gobierno, Alejandro Esparza Zañartu. Odría no quiso enviar a las tropas militares para reprimir la revuelta y Esparza tuvo que renunciar, a fines de diciembre de 1955, partiendo al exilio. Este episodio, conocido como la Revolución de Arequipa de 1955, marcó el comienzo del fin del régimen odriísta. Paralelamente regresaron del exilio el expresidente José Luis Bustamante y Rivero y los más importantes dirigentes apristas, como Armando Villanueva del Campo y Ramiro Prialé.
El 16 de febrero de 1956 el general Marcial Merino encabezó un alzamiento en Iquitos. El manifiesto revolucionario fue publicado en primera plana por La Prensa de Lima. Odría ordenó la prisión del director de dicho diario, Pedro Beltrán, que fue confinado en El Frontón, pero poco después, presionado por la opinión pública, lo dejó en libertad.
La gente tenía temor de que el régimen se eternizara; es por ello que sorprendió la decisión de Odría de convocar a elecciones generales en 1956 y su anuncio de no presentarse como candidato. Lo cierto era que el régimen ya estaba muy desgastado; el mismo Odría se hallaba físicamente disminuido a consecuencia de una fractura en la cadera y otra en el fémur.
La Coalición Nacional, que había empezado la lucha contra el régimen odriísta, no llegó a arraigar en el electorado, y sería desplazada por otros partidos y agrupaciones políticas que surgieron con miras a las elecciones de 1956. Odría, por su parte, convocó a una convención de notables en el Convento de Santo Domingo, a fin de procurar la integración política de la clase dominante que debiera resultar en una candidatura única para las elecciones. Pero no logró su propósito.

## Candidatos
Surgieron las candidaturas de Hernando de Lavalle, Héctor Boza, Zenón Noriega, Fernando Belaúnde Terry, Luciano Castillo Colonna, Carlos Miñano, Carlos Miró Quesada y Manuel Prado Ugarteche. Estando próximos los comicios retiraron sus candidaturas Boza, Miñano, Castillo y Miró Quesada, y solo se mantuvieron los siguientes tres candidatos:
- El doctor Hernando de Lavalle y García, lanzado por una agrupación denominada Unidad Nacional y Convivencia Democrática, nombre que precisamente evocaba su intención de buscar la unidad nacional y evitar la proliferación de candidaturas. Era el candidato que gozaba de la simpatía de los grupos de poder económico (terratenientes). Contó con el apoyo inicial del gobierno, que había formado a propósito un partido político propio, el Partido Restaurador, que tiempo después sería bautizado como la Unión Nacional Odriísta.[8] También le apoyaron, en un inicio, la Unión Revolucionaria, la Coalición Nacional y el recientemente fundado Partido Demócrata Cristiano.[9]
- El expresidente Manuel Prado Ugarteche, por el Movimiento Democrático Peruano (MDP). Perteneciente a una familia de importante influencia social y de gran poder económico, Prado inició su campaña contando con ese respaldo, así como el buen recuerdo que podría haber dejado su primera gestión presidencial. Su eslogan de campaña era «Tú lo conoces: vota por él».[5]
- El arquitecto Fernando Belaúnde Terry, lanzado por el Frente Nacional de Juventudes Democráticas, cuya inscripción fue impuesta al Jurado Nacional de Elecciones, tras una protesta memorable que hizo Belaúnde en el centro de Lima, conocida como el “manguerazo”.[10][11] Este episodio le hizo ganar mucha popularidad, lo que influenciaría en su repunte electoral. Se presentó como un político nuevo, sin ningún compromiso con la vieja clase política ni con intereses económicos.[6] Lo apoyaron jóvenes independientes y de izquierda moderada.[7]

## La lucha electoral
Nuevamente, como en 1945,  serían los votos de los apristas quienes decidirían la contienda electoral (se calculaba que representaban un tercio del electorado).
Desde Europa, Haya de la Torre envió plenos poderes a Ramiro Prialé para que negociara los votos apristas a cambio del regreso a la legalidad del APRA. La primera opción de los apristas fue Lavalle, en su calidad de candidato de unificación nacional. Pero Lavalle, presionado por los grupos de poder antiapristas (como el diario El Comercio), se limitó a ofrecer un estatuto de partidos que otorgaría la legalidad al APRA en fecha no determinada, lo que para los apristas no era suficiente. Una candidatura más afín al aprismo parecía ser la de Belaunde, pero la agresividad de este ante el gobierno de turno hizo temer al APRA de que un resultado electoral a su favor pudiera ser anulado por los militares, como ocurrió en 1936 con Luis Antonio Eguiguren. Fue Prado quien tuvo la habilidad de ganarse el apoyo de los apristas, a quienes prometió levantarles la proscripción el primer día que asumiera el poder, derogando la Ley de Seguridad Interior. Fue así como el APRA, casi a último momento, se orientó hacia la candidatura de Prado, pese a que este había sido su perseguidor, en su primer gobierno de 1939-1945.
Odría, por su parte, buscaba también un candidato idóneo que le diera la garantía necesaria para su retiro (no quería que el gobierno reemplazante le pidiera cuentas por sus actos de gobierno). Descartado Lavalle, se orientó hacia Prado, cuya victoria electoral se vislumbraba más probable. Fue en ese momento cuando se realizó el llamado «Pacto de Monterrico» (residencia de Odría), entre Prado y Odría, en el que este último se comprometió a apoyar la fórmula APRA-MDP, a cambio de la promesa de que el nuevo régimen no le abriera ninguna investigación. Aunque el APRA siempre ha negado que dicho pacto existiera, lo cierto es que una vez en el poder, Prado aplicó escrupulosamente la política de «borrón y cuenta nueva» y nunca se acusó a Odría ni por las denuncias de corrupción ni por el atropello a los derechos humanos.

## Resultados
|  | 45.48 % |

|  | 36.69 % |

|  | 17.82 % |

|  | 79.25 % |

|  | 20.74 % |

|  | 100 % |

El 17 de junio de 1956 se realizó el acto electoral. Dicho evento contó con la novedad de la participación de las mujeres, tanto para elegir como para ser elegidas, de acuerdo a la Ley N.º 12391 de 7 de septiembre de 1955 dada por el gobierno de Odría.
El resultado de los comicios presidenciales fue el siguiente: Hernando de Lavalle, obtuvo el tercer lugar con 17.8 %; Fernando Belaúnde Terry llegó al segundo lugar con 36.7%; y Manuel Prado y Ugarteche triunfó con el 45.5 %. Los votos nulos y blancos fueron el 5.73 % de los votos emitidos.
El MDP obtuvo también obtuvo una mayoría absoluta en el Senado: 30 senadores de un total de 57. En la Cámara de Diputados obtuvo 68 representantes sobre un total de 182.
Lavalle aceptó su derrota, pero Belaunde cuestionó los resultados, manifestando públicamente que «Se nos reconocen unos 485 mil votos que no alcanzan a darnos el triunfo, aunque quedarán para siempre en el misterio las cifras de los que nos han arrebatado».
El 28 de julio de 1956, Manuel Prado y Ugarteche ciñó la banda presidencial, que recibió de manos del presidente del Senado, José Gálvez Barrenechea.